# Leonardo Sapienza
Leonardo Sapienza R.C.I. (Cassano delle Murge, Apulia, Italia, 18 de noviembre de 1952) es un sacerdote católico y escritor italiano.
De joven ingresó en la Congregación de los Rogacionistas del Corazón de Jesús, y entró en el seminario diocesano, en el cual realizó su formación eclesiástica, filosófica y teológica.   
Al terminar sus estudios superiores, fue ordenado sacerdote el día 1 de julio de 1978, en la ciudad de Grottaferrata.
Tras su ordenación, inició su ministerio pastoral en su diócesis. Al poco tiempo fue llamado por la Santa Sede, donde permaneció durante unos 30 años como agente oficial de protocolo.
Luego, el 4 de agosto de 2012 pasó ser el nuevo Regente de la Prefectura de la Casa Pontificia, sustituyendo en este cargo al obispo Paolo De Nicolò.
Desde el 9 de febrero de 2013, tras haber sido nombrado por el Papa Benedicto XVI, también es Protonotario apostólico.
El 4 de agosto de 2017 fue confirmado como Regente de la Prefectura de la Casa Pontificia donec aliter provideatur.
Es autor de numerosos libros y publicaciones de ámbito religioso.

## Obras
- Messaggi pontifici
- Paolo VI e l'eucaristia (2004)
- Charles de Foucauld. Io semino altri raccoglieranno (2005)
- L'uomo mangiato (2005)
- L'amore più grande. Giovanni Paolo II ai sacerdoti (2005)
- Sull'altare del mondo. Pensieri sull'eucarestia (2005)
- Provocazioni. Aforismi per un cristianesimo anticonformista (2007)
- L'uomo del divino (2008)
- Gridare il Vangelo con la vita. Anno A riflessioni (2009)
- Torniamo al Vangelo. Anno B. Riflessione sulla liturgia della parola (2009)
- Gridare il Vangelo con la vita. Riflessioni sulla liturgia della parola. Anno B (2009)
- Gridare il Vangelo con la vita. Riflessioni sulla liturgia della parola. Anno C (2009)
- Il prete di adesso (2009)
- L'arte di vivere. La fontana del villaggio (2010)
- Alla luce del Vangelo (2011)
- Paolo VI. L'anno della fede (2012)
- Giovanni d'Avila (2012)
- La felicità della Pasqua nella dottrina di Paolo VI (2013)
- Paolo VI al Concilio Ecumenico Vaticano II (2013)
- 50 messaggi pontifici per la Giornata Mondiale di Preghiera per le Vocazioni (2013)
- Paolo VI e il Sinodo dei Vescovi (2015)
- L'anno santo con Paolo VI (2025)

## Títulos y condecoraciones
- Esta es la lista de todos los títulos y condecoraciones que le han sido otorgados:

| Distinción                                                         | Período              | Lugar                | Otorgado por         |
| ------------------------------------------------------------------ | -------------------- | -------------------- | -------------------- |
| Comendador de la Orden al Mérito de la República Italiana          | 3 de mayo de 2005    | República Italiana   | Carlo Azeglio Ciampi |
| Gran Oficial de la Orden de la Estrella de la Solidaridad Italiana | 13 de enero de 2009  | República Italiana   | Giorgio Napolitano   |
| Caballero de Primera Clase de la Orden de San Estanislao           | 2010                 | República de Polonia | Bronisław Komorowski |
| Gran Oficial de la Orden al Mérito de la República Italiana        | 2 de junio de 2011   | República Italiana   | Silvio Berlusconi    |
| Protonotario apostólico                                            | 9 de febrero de 2013 | Ciudad del Vaticano  | Benedicto XVI        |
| Caballero de la Orden al Mérito de la República Italiana           | 18 de abril de 2015  | República Italiana   | Matteo Renzi         |